# Cypripedium irapeanum
Cypripedium irapeanum är en orkidéart som beskrevs av Juan José Martinez de Lexarza. Cypripedium irapeanum ingår i släktet guckuskor, och familjen orkidéer. Inga underarter finns listade i Catalogue of Life.

## Bildgalleri

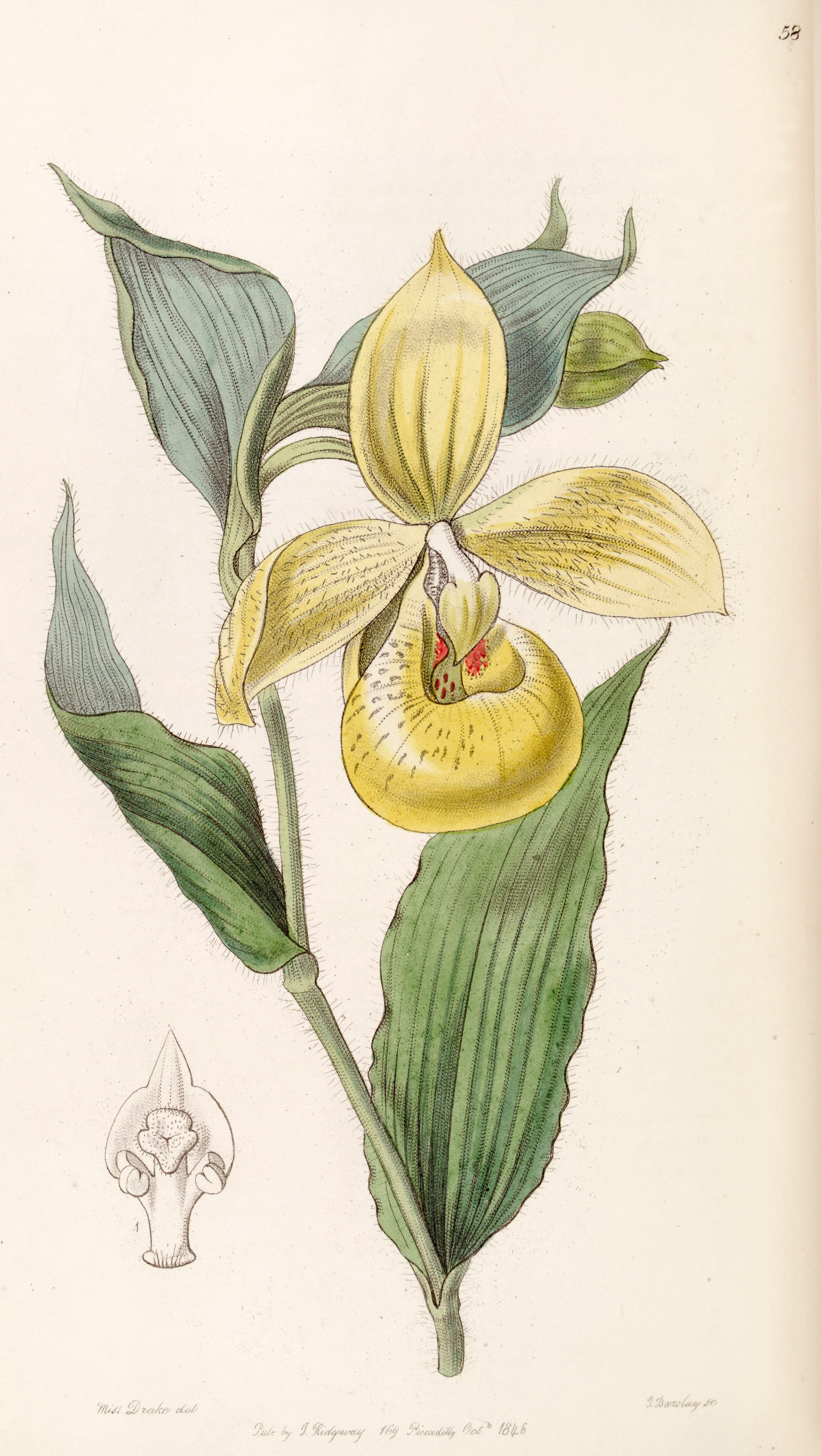